# 344-es busz
A 344-es busz Sződ-Sződliget megállóhelyről induló és Sződ községen keresztül közlekedő járat, a 343-as busz betétjárata. A járat célja Sződliget község területének szélén lévő vasúti megállóból a vasúttal érkező és Sződre továbbutazó utasok (elsősorban a Budapest irányába, kisebb részben Vácra ingázók) eljuttatása a vasúti megállótól néhány kilométerre fekvő Sződre és persze a községből vissza a vasútmegállóhoz. Így értelemszerűen a menetrendje a személyvonatok érkezéséhez és indulásához van igazítva. Továbbá mivel Sződ község közel 3 kilométer hosszú, községen belüli utasforgalmat is lebonyolít (a járat amúgy majdhogynem Sződ helyijáratának tekinthető, mivel a 344-es busznak csak a vasútmelletti kiindulási megállója fekszik Sződliget területén, a többi megálló már mind Sződ belterületén van).
A viszonylaton munkanapokon csuklós buszok teljesítenek szolgálatot lévén, hogy Sződ aktív lakosságának túlnyomó része a környező városokba (Vác, Dunakeszi, Budapest) ingázik és a vonatról, illetve a vonatra átszállók busszal történő fuvarozásához a szólóbuszoknak nincsen elég kapacitásuk. A járat általában óránként egyszer közlekedik, csúcsidőben a 343-as busszal együtt félóránkénti eljutási lehetőséget biztosít Sződről vagy Sződre a vasútra, illetve a vasútról átszállni szándékozóknak.

## Megállóhelyei
Az átszállási kapcsolatok között az azonos útvonalon közlekedő 343-as busz nincs feltüntetve.
| 0 | Sződ, községháza végállomás                   | 6 |     |
| 1 | Sződ, II. János Pál tér                       | 5 |     |
| 2 | Sződ, Ady Endre utca                          | 4 |     |
| 3 | Sződ, Dózsa György utca 75.                   | 3 |     |
| 4 | Sződ, Dózsa György utca 5.                    | 2 |     |
| 5 | Sződ, Floch-puszta                            | 1 |     |
| 6 | Sződ-Sződliget, vasúti megállóhely végállomás | 0 | S70 |